# H.C. Ørsteds Kilde
H.C. Ørsteds Kilde er en kilde, som ligger tæt ved indgangen til Ekkodalen over for Ekkodalshuset på Bornholm. 
Kilden var en gammel helligkilde. Man mente, at det meget rene og velsmagende vand var helsebringende. I 1920'erne og 1930'erne kaldte man også kilden Ørsteds radiumkilde.
Kilden har sit navn efter den berømte naturfilosof og videnskabsmand, H.C. Ørsted (1777-1851). I 1819 var han blandt de første, som undersøgte og kortlagde Bornholms geologi. Sammen med forskerne, L. Esmarch og J.G. Forchhammer, opholdt han sig på øen for at undersøge forekomsten af kullejer og jernmalme. Under dette besøg blev han også en af skovrider Hans Rømers private venner. Hans Rømer var Bornholms første skovrider i perioden 1800-1836. Hans Rømer stensatte og navngav kilden i Ekkodalen. Den fremstod således som et rør med et dæksel.
Vilhelm Bergsøe skrev i 1893: 
Almindingens berømteste parti er Kodalen, eller, som det som forskønnende variant hedder: Ekkodalen. Den bærer begge navne med lige ret, thi dens friske grønsvær, der som et bredt engdrag beklæder dalbunden, er lige så lokkende for køerne, som dens mærkværdige ekko er dragende for de glade skovgæster. Af og til ruller en artillerisalve ned gennem dalen. Man standser, lytter: et nyt skrald – og man opdager da, at det er lemmen til "Ørsteds Brønd", der af den muntre ungdom benyttes som en kanon, hvis lydbølger de stejle klippevægge kaster tilbage med tidobbelt ekko.
Omkring 1920 bekostede Foreningen Bornholm istandsættelsen af kilden med granitsten og lågen af kobber. I lågen er der en sprække til indkastning af mønter.